# Мукачеве (авіабаза)
Мукáчівський аеродрóм — колишня військова база, розташована у 6 км на південний захід від міста. З розпадом СРСР база поступово припинила бойове чергування і з 1993 р. була закрита.

## Історія
У рядянські часи летовище вважалося одним із найкращих на західному кордоні Радянського Союзу. ЗПС здатна була приймати вантажні та пасажирські літаки типу Іл-62, Іл-76 та Боїнг-737.
Аеродром був обладнаний складами авіапального об’ємом 5,3 т куб.м., десятками ангарів, сучасною інфраструктурою протиповітряної оборони та радіолокаційною станцією. Тут базувались МіГ-27 та МіГ-29.
З 1951 до 1993 р. тут базувався 92-й винищувальний Червонопрапорний авіаційний полк, у 1993 році, після закриття аеродрому, полк перебазувався до Василькова Київської області, де був реформований у 40-ву бригаду тактичної авіації ВПС України.
27 березня 1996 року згідно з розпорядженням Кабінету Міністрів України, було прийнято пропозицію Міноборони про передачу до комунальної власності Закарпатської області цілісного майнового комплексу з обладнанням і механізмами військового містечка № 4-а м. Мукачевого. Військовий аеродром міста Мукачево було визнано аеродромом спільного базування цивільної та військової авіації.

## Поточний стан

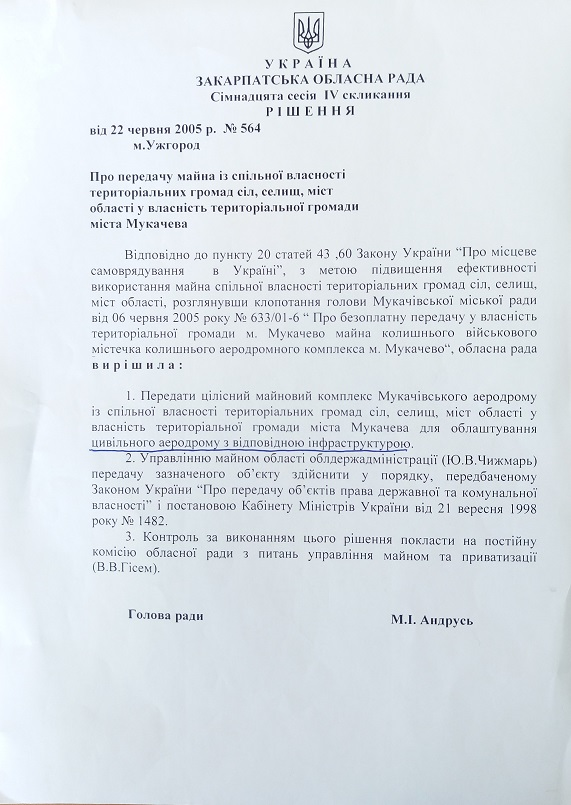
Рішення про передачу, 2005.

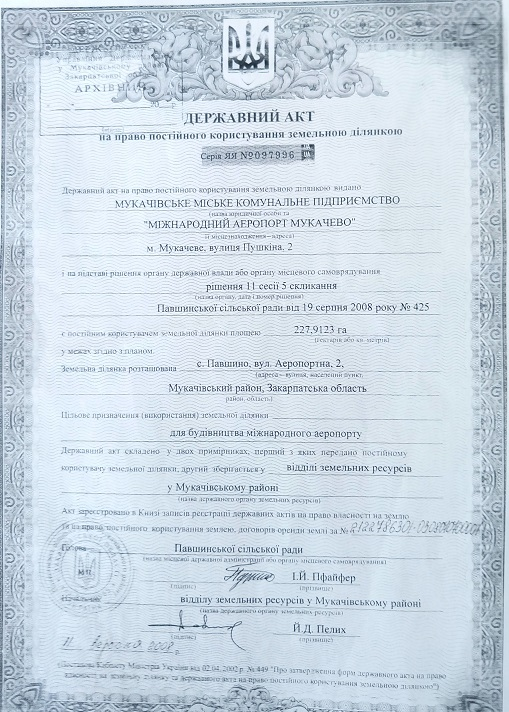
Акт на землю, 2008.

У 2005 р. мукачівська обласна рада рішенням № 564 від 22.06.05 р. передала цілісний майновий комплекс аеродрому у власність міста, у відання КП «Міжнародний аеропорт Мукачево» (здійснює охорону 64 об’єктів на території колишнього аеродрому). За заявами тодішніх урядників, сучасний авіакомплекс мав з'явитися у місті до 2016 року.
11 вересня 2008 року Мукачево оформило державний акт на 228 гектарів «для будівництва міжнародного аеропорту».
У 2012 році Мукачево відмовилося передати колишній військовий аеродром Міністерству оборони. Для додаткового вивчення ситуації з відновленням роботи колишнього військового аеродрому депутати створили спеціальну комісію.
28 травня 2015 року Мукачевською міськрадою було ухвалено рішення про ліквідацію Мукачівського міського комунального підприємства «Міжнародний аеропорт „Мукачево“».
У 2016 р. з ініціативи депутатів міської влади було запропоновано забудувати територію аеродрому, однак на даний момент рішення не прийнято.
Голова Закарпатської ОДА Геннадій Москаль вважає передачу аеродрому у власність міста як таку, що вчинена без погодження з Міністерством оборони та незаконною, звинуватив Віктора Балогу та його сина Андрія, який поточно є мером м. Мукачева, в розкраданнях майна аеродрому та незадовільному догляді, що зокрема призвело до розбирання бетонних плит та їх реалізацію. Москаль закликає припинити знищення аеродрому та відновити в ролі аеропорту для повітряного сполучення, який на відміну від Ужгородського не мав би проблем із погодженням зі словацьким урядом.
Станом на 30.11.2017 на розгляд сесії Мукачівської міськради винесено на обговорення проект рішення про фінансування робіт, пов'язаних з підтриманням комплексу аеродрому в нормальному стані на суму 4,73 млн грн, однак ці кошти жодним чином не стосуються відновлення його роботи з обслуговування польотів, а лише охорона, передача в оренду та оцінка вартості майна.
Станом на грудень 2017 р. аеродром знаходиться у занедбаному стані.
13 листопада 2018 року міністр інфрастрактруктури України Володимир Омелян заявив про плани будівництва аеропорту в Мукачеві, а вже 10 травня 2019 року Володимир Омелян розглядав будівництво летовища в Мукачеві, як пріорітетне завдання. За його оцінками, аеропорт обійдеться держбюджету в 2—3 млрд гривень.
Із 2020 року, згідно з повідомленням на сторінці Facebook заступника міністра інфраструктури Юрій Лавренюка, в Україні планують розпочати проектування і будівництво аеродромного комплексу «Мукачево». За його словами, рішення прийнято на нараді за участі представників Збройних сил, Міноборони, Укрінфрапроект, Державіаслужби, Украероруху і Мукачівської ОТГ, що відбулася 29 серпня 2019 року. Згідно з планом, злітно-посадкова смуга буде подвійного призначення — для потреб цивільної та військової авіації.

### Відео
- Сучасний стан та перспективи мукачівського аеродрому [Архівовано 3 червня 2019 у Wayback Machine.] // 05.04.19